# Marc Gérenthon
Marc Gérenthon, né le 16 mai 1926 à Châtillon-Saint-Jean (Drôme) et mort le 14 février 2012 à la Barbade, est un ancien pilote  de rallye français résident en Côte d'Ivoire, dont la copilote n'était autre que son épouse, prénommée Hélène.

## Palmarès
- Vainqueurs du 1er Rallye Bandama de Côte d'Ivoire, en 1969, sur Renault 8 Gordini;
  - 2e du 3e Rallye Bandama de Côte d'Ivoire, en 1971, sur Peugeot 504 Injection (du team SARI);
  - 4e du 7e  Rallye Bandama de Côte d'Ivoire, en 1975, sur Toyota Trueno (du Groupe 1) (du team PREMOTO);
  - Participation sur  Datsun 1600 SSS au 6e rallye Bandama de 1974;
  - Participation sur Toyota Celica Liftback (du Groupe 2) au 9e rallye Bandama de 1977;
  - Participation sur Toyota Celica Liftback (Gr.2) au 11e rallye Bandama de 1979 (épreuve alors inscrite au WRC).